# Nagroda imienia Wiaczesława Fietisowa
Nagroda imienia Wiaczesława Fietisowa (ros. Приз имени Вячеслава Фетисова; wzgl. Приз «Лучшему защитнику» – Nagroda „Najlepszemu Obrońcy”) – nagroda przyznawana corocznie najlepszemu obrońcy w rosyjskich rozgrywkach hokeja na lodzie MHL.
Wyróżnienie nazwano imieniem i nazwiskiem hokeisty Wiaczesława Fietisowa.

## Nagrodzeni
| Sezon     | Zawodnik                | Klub                          | Dorobek w sezonie zasadniczym                                      |
| --------- | ----------------------- | ----------------------------- | ------------------------------------------------------------------ |
| 2009/2010 | Siergiej Tierieszczenko | Stalnyje Lisy Magnitogorsk    | 27 punktów (8 goli + 19 asyst) oraz efektywność +44 w 54 meczach   |
| 2010/2011 | Aleksiej Marczenko      | Krasnaja Armija Moskwa        | 49 punktów (8 goli + 41 asyst) oraz efektywność +44 w 51 meczach   |
| 2011/2012 | Siergiej Tierieszczenko | Stalnyje Lisy Magnitogorsk    | 26 punktów (11 goli + 15 asyst) oraz efektywność +35 w 56 meczach  |
| 2012/2013 | Dmitrij Stułow          | Stalnyje Lisy Magnitogorsk    | 51 punktów (14 goli + 37 asyst) oraz efektywność +49 w 55 meczach  |
| 2013/2014 | Daniił Ariefjew         | Omskie Jastrieby              | 47 punktów (15 goli + 32 asysty) oraz efektywność +35 w 50 meczach |
| 2014/2015 | Konstantin Zabawin      | Biełyje Miedwiedi Czelabińsk  | 32 punkty (12 goli + 20 asysty) oraz efektywność +38 w 54 meczach  |
| 2016/2017 | Eduard Nasybullin       | Irbis Kazań                   | 31 punktów (7 goli + 24 asysty) oraz efektywność +36 w 58 meczach  |
| 2017/2018 | Timbalij Wachrutdinow   | Mamonty Jugry Chanty-Mansyjsk | 32 punkty (5 goli + 27 asysty) oraz efektywność +45 w 55 meczach   |